# Сеченьи, Миклош
Граф Ми́клош Се́ченьи де Ша́львар-Фе́льшовидек (венг. Miklós Széchenyi de Salvar-Felsovidék; 6 января 1868, Австро-Венгрия — 1 декабря 1923, Венгрия) — католический прелат, епископ Дьёра с 16 декабря 1901 года по 20 апреля 1911 год, епископ Оради-Маре с 20 апреля 1911 года по 1 декабря 1923 год .

## Биография
Из известного венгерского графского рода. Правнук Ференца Сеченьи, внучатый племянник Иштвана Сеченьи.
7 мая 1890 года Миклош Сеченьи де Шальвар-Фельшовидек был рукоположён в священника.
1 ноября 1901 года австрийские власти назначили Миклоша Сеченьи де Шальвар-Фельшовидека епископом Дьёра. 16 декабря 1901 года Римский папа Лев XIII утвердил его назначение. 2 февраля 1902 года состоялось рукоположение Миклоша Сеченьи де Шальвар-Фельшовидека в епископа, которое совершил епископ Веспрема Кароль Хёрниг в сослужении с титулярным епископом Трикалы Кальманом Белопотоцким и титулярным епископом Марцианы Эрнестом Кутровацем.
20 апреля 1911 года Римский папа Пий X назначил Миклоша Сеченьи де Шальвар-Фельшовидека епископом Оради-Маре (сегодня — Епархия Оради).
Скончался 1 декабря 1923 года.